# Juan Francisco Marco y Catalán

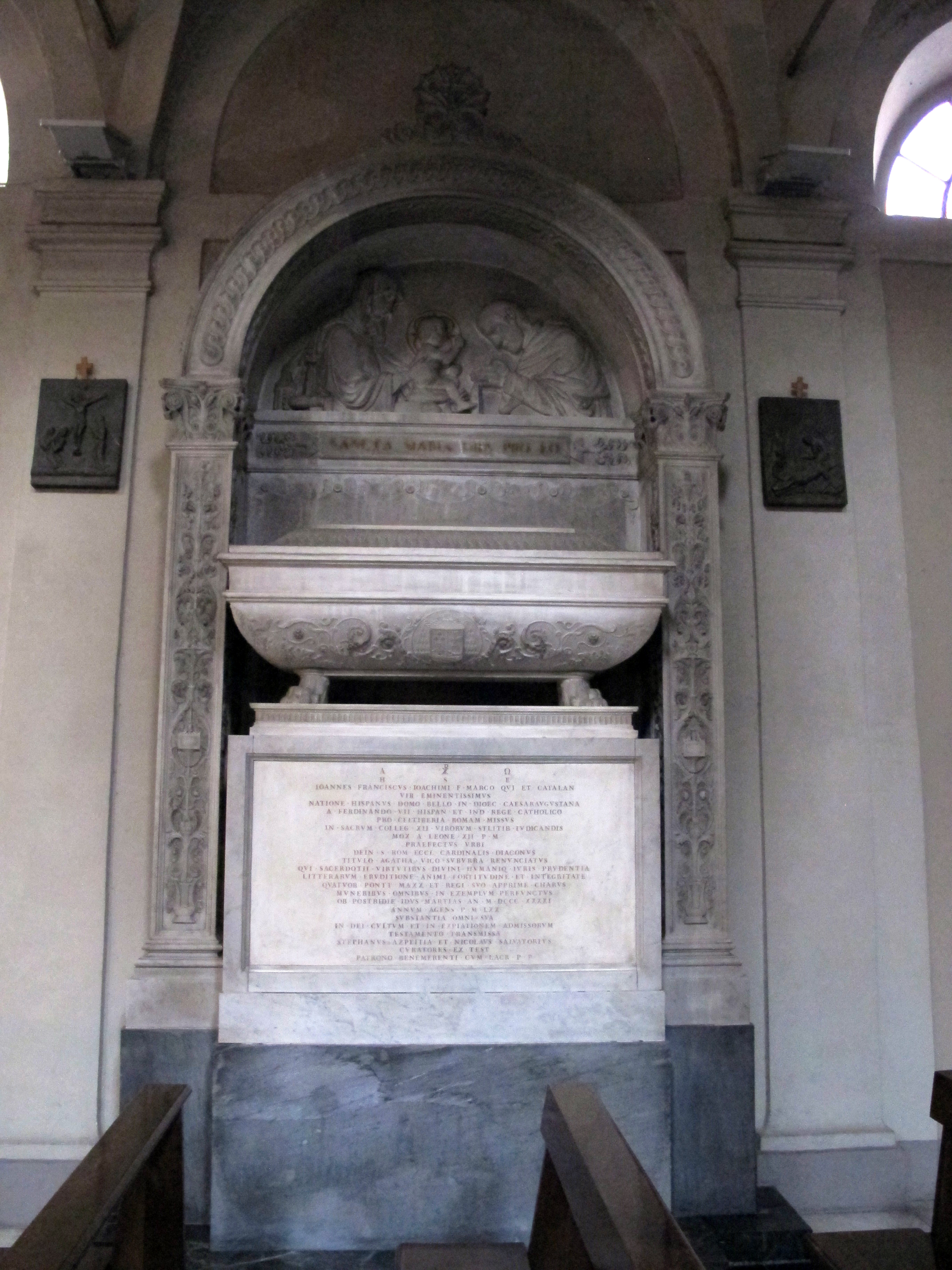
Sepulcro del cardenal en la Iglesia de Santa Ágata del Goti.

Juan Francisco Marco y Catalán (Bello, Teruel, 24 de octubre de 1771 - Madrid, 16 de marzo de 1841) fue un religioso español, doctor en derecho por la Universidad de Zaragoza, arcipreste de la Seo y auditor de la Rota, que llegó a ser cardenal de la Iglesia católica.

## Biografía
Juan Francisco Marco y Catalán fue profesor en la universidad de Zaragoza y en la universidad de Bolonia. Fue nombrado auditor en la Rota romana por el rey Fernando VII en 1816. El papa León XII lo nombra miembro de la comisión para la revisión de "motu proprio". Fue gobernador de Roma y vice-camarlengo de la Santa-Iglesia de 1826 a 1828.
El papa León XII lo crea cardenal en el consistorio del 15 de diciembre de 1828. Tomó el título de cardenal diácono de Santa Ágata alla Suburra. Participa en el  cónclave de 1829, en el que fue elegido papa Pío VIII y el cónclave de 1830-1831 (elección de Gregorio XVI). En este último cónclave presentó la exclusión contra la elección del cardenal Giacomo Giustiniani en nombre del rey de España. Fue camarlengo del Colegio Cardenalicio entre 1831 y 1832. En su testamento, el rey Fernando VII lo nombra en 1833 presidente del consejo de regencia durante la minoría de edad de su hija Isabel, la futura reina Isabel II, pero el cardenal se quedó en Roma.